# Mar del Diavolo

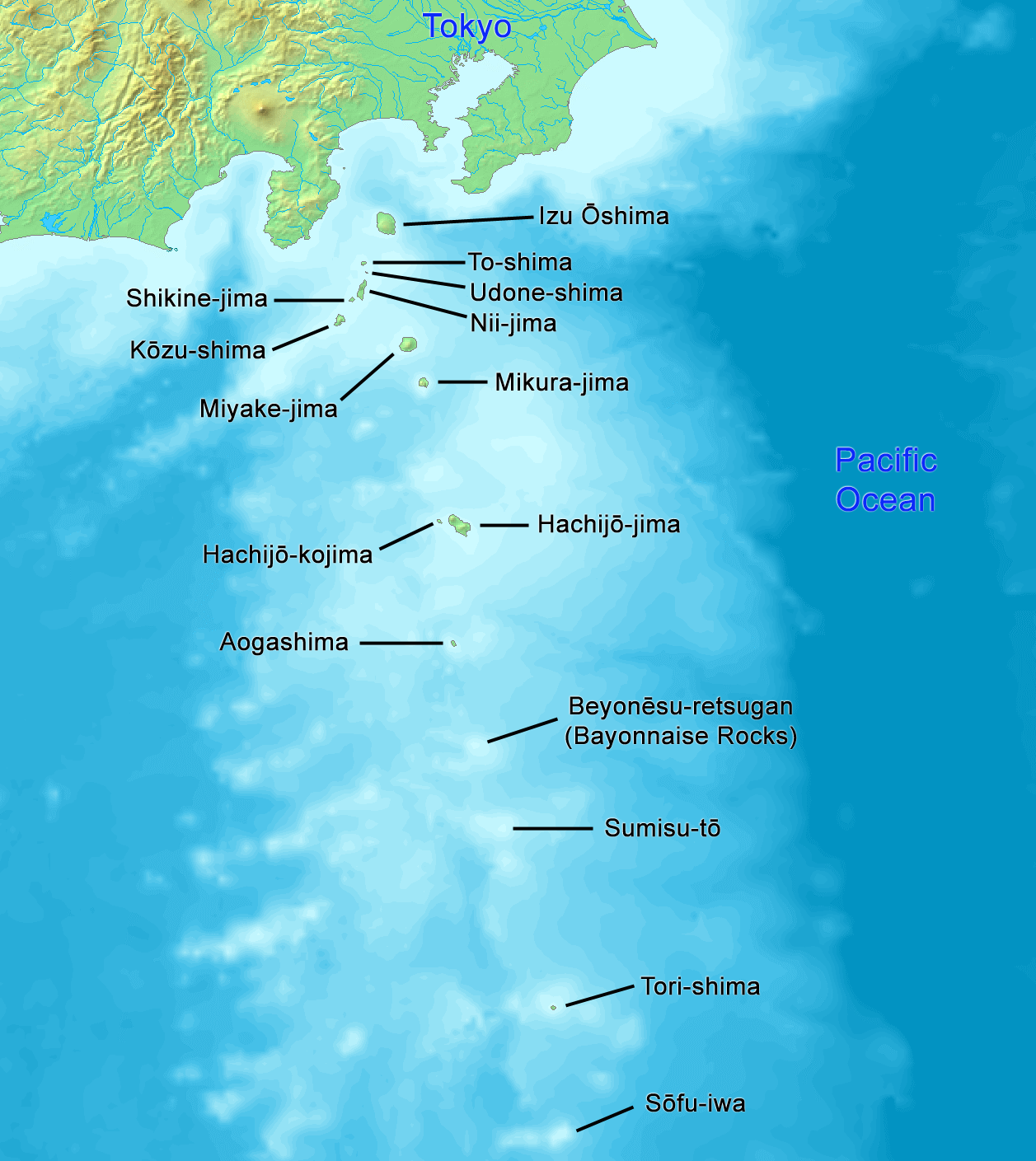
L'arcipelago delle Isole Izu, situate nel Mar del Diavolo.

Il triangolo del Drago («Ma No Umi» in giapponese, ovvero «mare del drago») è una zona dell'Oceano Pacifico, la cui forma è data dai seguenti vertici:
- l'isola di Honshū
- l'isola di Luzon
- l'isola di Guam.

Viene chiamato anche mare del Diavolo (dall'inglese «Devil's Sea»).

## Origine del nome
Il termine il "triangolo del drago" deriva dalle fiabe tradizionali giapponesi,che raccontano di dragoni che vivono sotto la superficie della Terra.

## Localizzazione
Classificata «zona pericolosa» dal governo nipponico, si trova al largo della costa sud-orientale del Giappone.

## Eventi Paranormali
In questo mare tra il 1952 e il 1955 sparirono almeno 6 navi con i loro equipaggi. Il governo nipponico decise di mandare in avanscoperta degli scienziati per indagare sull'astrusa e misteriosa faccenda,ma nessuno di loro fece ritorno.Infine fu solo trovato il relitto della nave.Si dice che nel XIII secolo Kublai Khan cercò di invadere il Giappone,ma i suoi 40.000 uomini morirono tutti mentre attraversarono il triangolo del Drago.Questa però è solo una diceria non confermata.

## Leggende
Secondo il biologo scozzese Ivan Terence Sanderson il mare sarebbe uno dei 12 vortici del diavolo (essa è solo una teoria). Questo perché nel mare si catalizzano forze magnetiche, che fanno accadere eventi inspiegabili, da lui appellati "vortici nefandi". Attorno al mare ruota un'antica leggenda giapponese, secondo la quale, il diavolo abiti in essa assieme ad altri mostri in attesa degli sventurati navigatori da uccidere.

## La fama
Così come per il triangolo delle Bermude, la zona è nota per le sparizioni di navi ed aerei, spesso ricollegate ad eventi paranormali. Si stima che, dal 1952 al 1955, almeno 6 navi giapponesi siano scomparse in queste acque.
È stato ipotizzato che le correnti calde e fredde comportino disfunzioni elettromagnetiche, tali da compromettere gli strumenti di navigazione e far smarrire una nave.